# آنتوان الدویهی
آنتوان الدویهی (عربی: انطوان قبلان قنيعر الدويهي؛ زادهٔ ۱۸ مارس ۱۹۹۹) بازیکن فوتبال اهل لبنان است.
وی همچنین در تیم‌های ملی فوتبال زیر ۱۹ سال، زیر ۲۳ سال و بزرگسالان لبنان بازی کرده‌است.